# Piotr Baro
Piotr Baro, född 1924 i Polen, död 1998 i Danmark, var en dansk illustratör och formgivare.
Piotr Baro kom som politisk flykting till Danmark 1957. Han blev bekant för det danska folket som illustratör för tidningen Politiken, han har även illustrerat böcker och varit verksam som undervisare på Den Grafiske Højskole. 
Som formgivare är han känd för fantasifyllda keramikskapelser (ofta vägghängda) som tillverkades vid keramikfabriken Knabstrup, hans verk signerades oftast med en enkel och versal bokstavslogo i form av efternamnet.